# Petit Palais (Avignon)
Pour les articles homonymes, voir Petit Palais (homonymie).
Le Petit Palais est un bâtiment à Avignon, dans le département de Vaucluse. 

## Histoire

### De la livrée cardinalice au palais archiépiscopal

#### Béranger Frézouls
En 1317, Béranger Frédol l’Ancien, cardinal de Tusculum, grand pénitencier de Clément V, se fait bâtir un palais à deux niveaux flanqué d’une énorme tour. C'est dans le palais de Béranger Fredol (Frézouls) qu'est passé, le 23 avril 1319, le contrat de mariage de Marquise Fredol (Frézouls) avec Raymond IV Pelet, coseigneur d'Alais, seigneur de Caumont-d'Olt et de Rousson.

#### Arnaud de Via
Arnaud de Via, neveu du pape Jean XXII, créé cardinal le 20 juin 1317, achète la maison de Béranger Fredol à sa mort, le 11 juin 1323, qu'il agrandit de plusieurs maisons au-dessous du Rocher-des-Doms, près du pont Saint-Bénézet, pour en faire sa livrée cardinalice, entre 1317 et 1327. Il fait également construire une livrée à Villeneuve-lès-Avignon en 1322. Sa livrée d'Avignon est construite autour d'une cour intérieure de plan trapézoïdal. 
Selon l'historien Jean Vallery-Radot, le premier bâtiment construit par Arnaud de Via est celui situé côté nord avec le tour de la livrée, le deuxième, celui situé côté est. La salle du côté est s'appuie contre la tour de la livrée. La livrée ne comprenait qu'une unique tour jusqu'à la construction de la tour ronde par Julien de la Rovère et le bâtiment nord. Elle ne comprenait, au-dessus d'un rez-de-chaussée, qu'une vaste salle plafonnée qui a été ensuite transformée en chapelle voûtée. Le dernier bâtiment a été construit côté sud. La cour était fermée à l'ouest par un simple mur. Cet ordre de construction a été déduit de la façon dont ces bâtiments s'appuient l'un sur l'autre. Les galeries de cette cour sont ensuite construites contre ces bâtiments en une seule fois et n'ont d'abord eu que deux niveaux. Les murs des galeries côté cour au niveau inférieur comprennent quatre piles d'angle et deux piles intermédiaires sur les murs les plus longs (nord et sud) et supportent des arcades en tiers-point. À l'est du bâtiment oriental se trouve la cour de service ou basse-cour. Du fait de la pente descendante du rocher de l'est vers l'ouest, la cour de service est située à un niveau supérieur d'environ 4 m par rapport à celui de la cour principale. Elle est fermée, côté sud, par un bâtiment de deux étages, fortement désaxé par rapport au Petit Palais construit par Arnaud de Via et dont le style montre qu'il lui est antérieur et dû être acheté par Arnaud de Via. Sa façade occidentale a été amputée pour construire l'aile orientale de la livrée d'Arnaud de Via. Au nord de la cour de service se trouvent la tour des latrines, et le bâtiment des cuisines qui masque complètement la tour du puits, mais ces bâtiments sont postérieurs à Arnaud de Via.

#### Hélie de Talleyrand-Périgord
Il meurt dans sa livrée d'Avignon le 24 novembre 1335. C'est dans la grand chambre de sa livrée qu'est ouvert son testament. Il laisse la jouissance viagère du bâtiment au cardinal Hélie de Talleyrand-Périgord. Le pape Benoît XII, ayant décidé de rester à Avignon, achète sa livrée le 5 juin 1336 pour 7 000 florins aux héritiers d'Arnaud de Via et l'échange le 17 juin 1336 contre l'ancien palais épiscopal devenu le palais apostolique d'Avignon. La livrée d'Arnaud de Via devient alors la résidence des évêques d'Avignon. Elle est d'abord affectée à Jean de Cojordan, évêque d'Avignon jusqu'en 1349. Le palais est ensuite occupé par le cardinal Hélie de Talleyrand-Périgord, en vertu de son droit d'usufruitier jusqu'à sa mort, le 17 janvier 1364. Jean Vallery-Radot date la construction de la chapelle de l'aile orientales des environs 1350 en comparant le style des consoles et des ogives des travées précédant la salle de l'Audience du Palais des Papes. Un escalier à vis est placé dans une tourelle rectangulaire, en saillie sur le mur est de la chapelle, contre la tour de la livrée, permettant de faire communiquer la chapelle, la cour de service et le premier étage de la tour.

#### Anglic de Grimoard
Cinq jours plus tard, le 22 janvier, le pape Urbain V donne le palais épiscopal à son frère Anglic de Grimoard qui avait été fait évêque d'Avignon deux ans plus tôt. Il y réside à partir du 27 janvier 1364. Il fait de nouvelles acquisitions et de nouvelles construction, un verger avec le bâtiment (dit du verger) et un puits près du mur nord. La tour du puits est construite autour de ce puits. Cette tour de plan carré d'une vingtaine de mètres de hauteur, tangente au rocher sur les trois quarts de sa hauteur puis contre le bâtiment des cuisines permettait une alimentation en eau du palais en cas de siège. Pour établir le verger, il fait détruire des maisons qui appartenaient des maisons qui appartenaient à l'établissement hospitalier situé à la tête du pont Saint-Bénézet. Devant le verger, il fait aménager une place avec un grand portail donnant un accès direct au Rhône au palais. Cet établissement en a demandé le paiement en 1368. Anglic de Grimoard fait construire en 1365 la tour des latrines contre l'aile nord. Dans une lettre du pape Urbain V, du 17 octobre 1364, il autorise Anglic Grimoard à célébrer les offices divins dans la chapelle se trouvant dans l'aile est. Cette salle était à l'origine plafonnée avant d'être transformée en chapelle voûtée d'ogives de 4 travées.
Le palais est habité par Pierre d'Aigrefeuille, évêque d’Avignon et Faydit d'Aigrefeuille, évêque d’Avignon, dit le cardinal d’Avignon.

#### Sièges du Palais des papes
Le palais souffre des combats pendant les deux sièges du Palais des Papes (1398-1411) entrepris pour se saisir de Benoît XIII pendant le grand schisme d'Occident. Après la soustraction d'obédience décrétée par le roi de France Charles VI, le territoire d'Avignon est envahi par les troupes. Lors du premier siège du palais des papes (1398-1403), le Petit Palais sert de casernement aux troupes commandées par Geoffroy le Meingre, dit Boucicaut, jusqu'à la fuite de Benoît XIII, le 12 mars 1403. Le Petit Palais est ensuite annexé au système de défense du palais par Rodrigue de Luna, le neveu de Benoît XIII. Il est fortifié et relié à Notre-Dame des Doms et au palais apostolique en 1404. C'est à cette date que toutes les maisons devant le palais des Papes sont détruites pour empêcher les assaillants de s'approcher à couvert du palais, dégageant l'espace qui est devenu la place du palais. Pendant le second siège, dit guerre dite des Catalans (avril 1410-novembre 1411), il est bombardé depuis le châtelet du pont Saint-Bénézet par les Avignonnais et finit par céder le 23 novembre 1411 après dix-sept mois de siège. Guy Ier de Roussillon-Bouchage, évêque d'Avignon, demande une indemnité aux syndics de la ville.

#### Alain de Coëtivy
Le Petit Palais endommagé est restauré à partir de 1457 par Alain de Coëtivy, évêque d'Avignon de 1438 à 1474. Les prix-faits s'échelonnent du 1er juillet 1457 au 12 août 1459. Les deux premiers du 1er juillet 1457 donnent la liste des restaurations à entreprendre sur l'aile nord de la livrée par les maçons et les charpentiers. Le maître maçon Antoine Omède, maître des œuvres de la cathédrale de Carpentras de 1449 à 1467, doit restaurer la grande salle du rez-de-chaussée, ancien tinel, qui était détruite. Il doit ouvrir le mur nord autant de nouvelles fenêtres que possible et qui doivent être croisées. Les ancienne fenêtres doivent être murées. Les travaux de charpenterie ont été confiés à Jean Molet et Jean Peire qui ont refait les plafonds et les planchers de la grande salle du bâtiment nord ainsi que ceux des galeries de la cour intérieure. Les bâtiments nord et sud ainsi que les galeries de la cour intérieure sont rehaussés d'un étage. La nouvelle salle du deuxième étage est éclairée par cinq fenêtres ouvertes dans le mur nord. Le mur ouest du bâtiment nord est entièrement remonté par Antone Omède en plaçant deux fenêtres rectangulaires à meneaux et une cheminée par niveau. Toutes les salles du bâtiment nord s'appuient sur le mur ouest de la tour de la livrée. Un escalier à vis a été ajouté dans la galerie nord pour desservir les étages du bâtiment nord. Le bâtiment des cuisines, de plan rectangulaire, d'un seul étage, 
s'appuie contre la tour du puits et la première tour des latrines. Le prix-fait date du 1er juillet 1457. La tour des latrines est reconstruite plus grande par Antoine Olmède entre le 12 août 1459, date du prix-fait, et le 18 novembre 1460, date de la quittance des travaux. Cette tour des latrines, d'une trentaine de mètres de haut, est construite à l'emplacement des anciennes latrines, près de la tour du puits et l'ancienne tour de la livrée. 

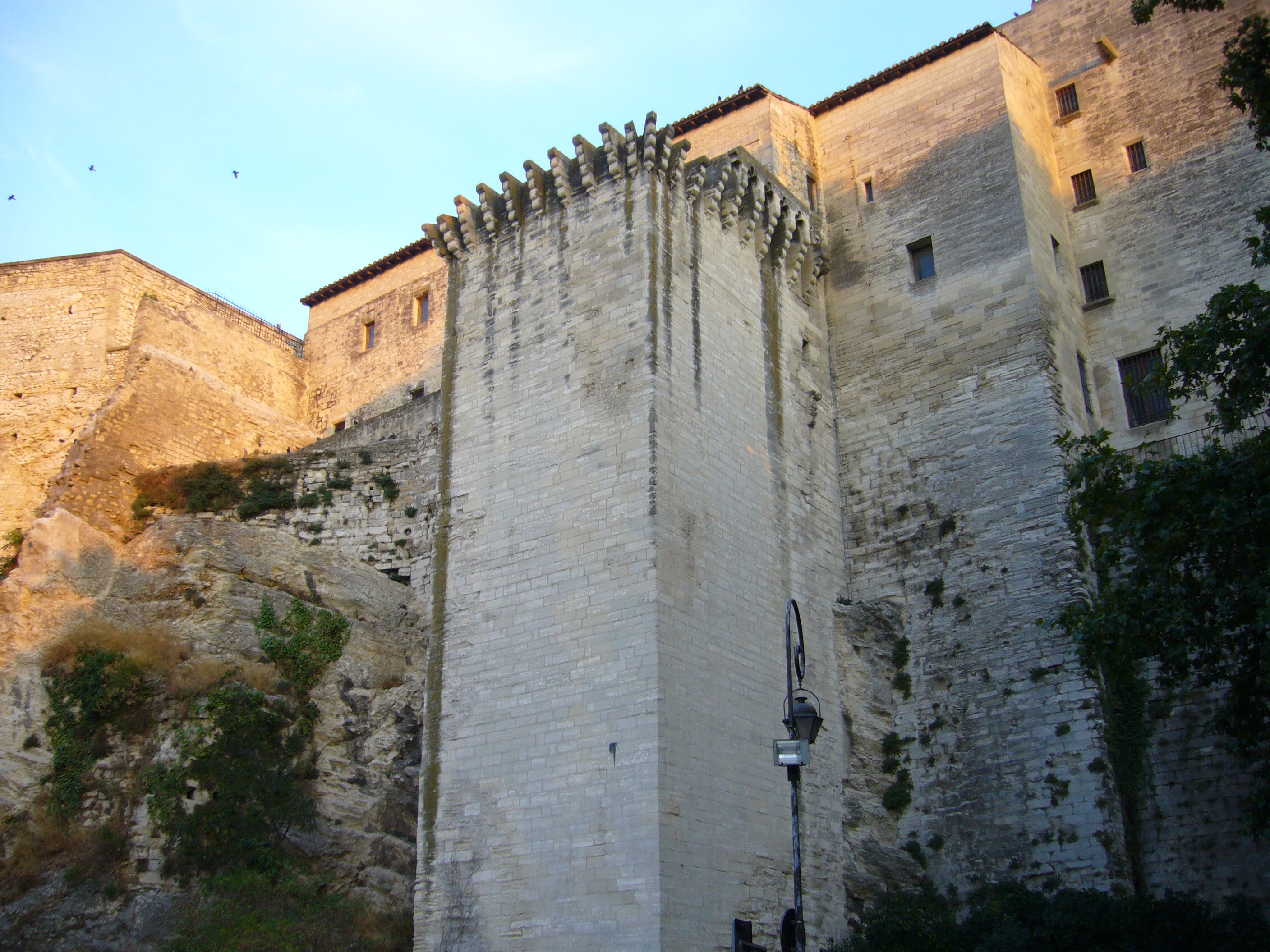
Tour du puits, à droite, tour des latrines, tour de la livrée puis l'aile nord. Derrière la tour du puits et à gauche, bâtiment des cuisines.
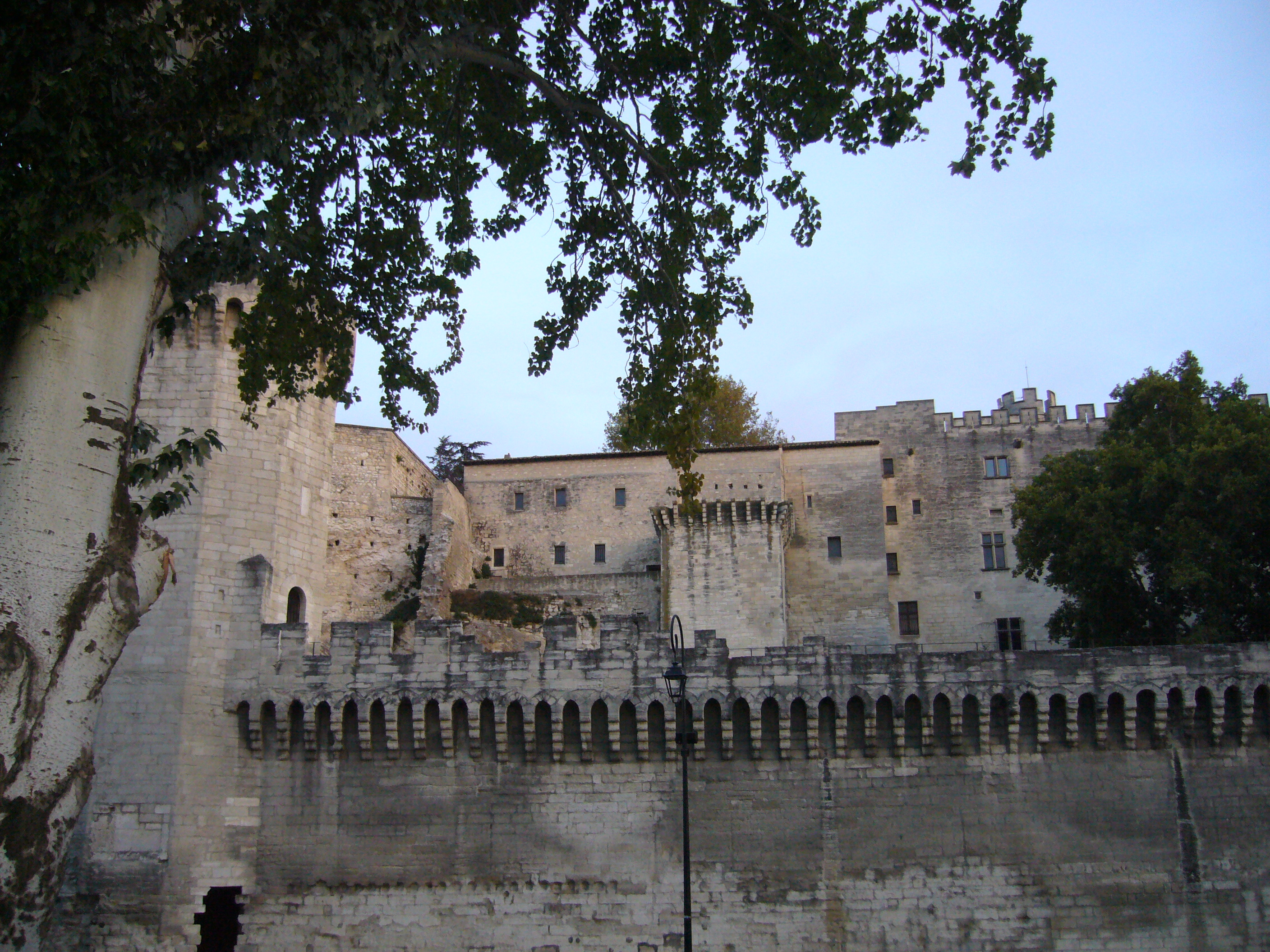
La façade nord du Petit Palais derrière les remparts de la ville.
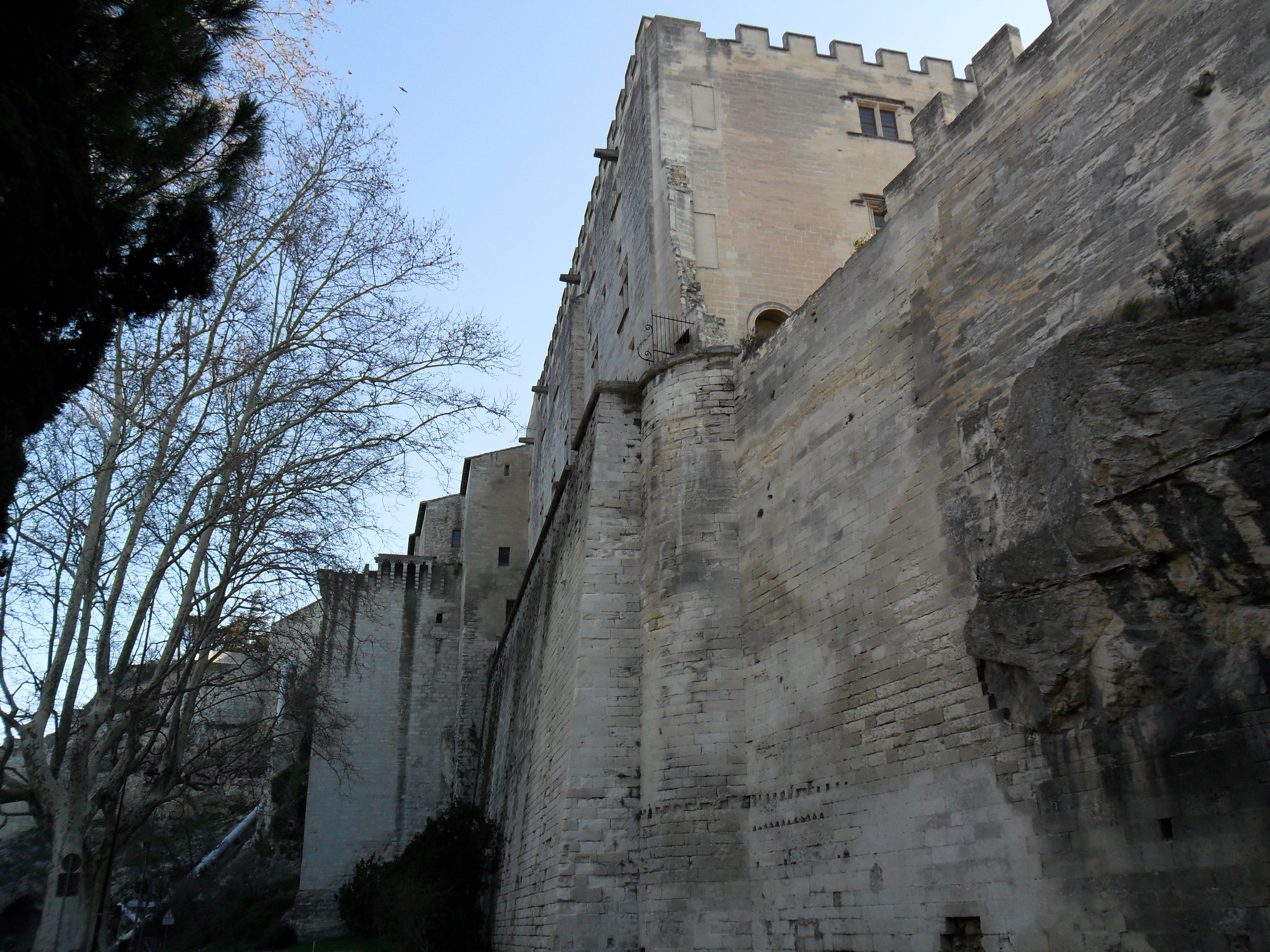
Façade nord après renforcement du soubassement du mur réalisé entre 1768 et 1773.

#### Julien de la Rovère
Ce fut son successeur, Julien de la Rovère, futur pape Jules II, nommé en 1474, qui lui donna son aspect actuel. Julien de la Rovère est nommé archevêque d'Avignon le 21 novembre 1475 par le pape Sixte IV et légat d'Avignon. Légat d'Avignon, Julien de la Rovère habitait le palais des Papes, mais il a entrepris d'exécuter d'importants travaux dans le Petit Palais, en particulier au midi et à l'ouest du palais, entre 1481 et 1496. L'ancienne façade méridionale est détruite et remplacée par une autre en avant de 1,40 m comme l'indique le prix-fait du 7 mars 1481 donné aux maîtres maçons Pierre Pagès et Antoine Colin : « lesdits maçons gèteront en terre la muralhe laquelle est de présent en la part d'avant et construiront les muralhes d'avant, c'est assavoir le pan d'avant et de travées ... item feront les créneaux en long et travées de la mayson, revestis de dessus de chambranles avecque les bestions en dessous et les gorges ... puis feront ... à chacune des fenestres une petite arme de mondit seigneur... » La nouvelle façade méridionale n'a alors que 7 fenêtres à cause de la présence de la chapelle qui est alors plus longue d'une travée qu'actuellement. La façade occidentale oblique est conservée, mais doublée par une nouvelle façade construite par Antoine Colin avec un petit escalier à vis et trois rangs de fenêtres donnant un aspect de mur-écran perpendiculaire à la nouvelle façade méridionale. En 1487, il a fait construire la grosse tour de 43 m de hauteur et de 9 m de diamètre placée 2 m à l'avant de l'angle nord-ouest du palais et au nord du jardin occidental. La tour était reliée au palais par deux passages superposés construits par Antoine Colin en même temps qu'il finissait la façade occidentale, en 1496.

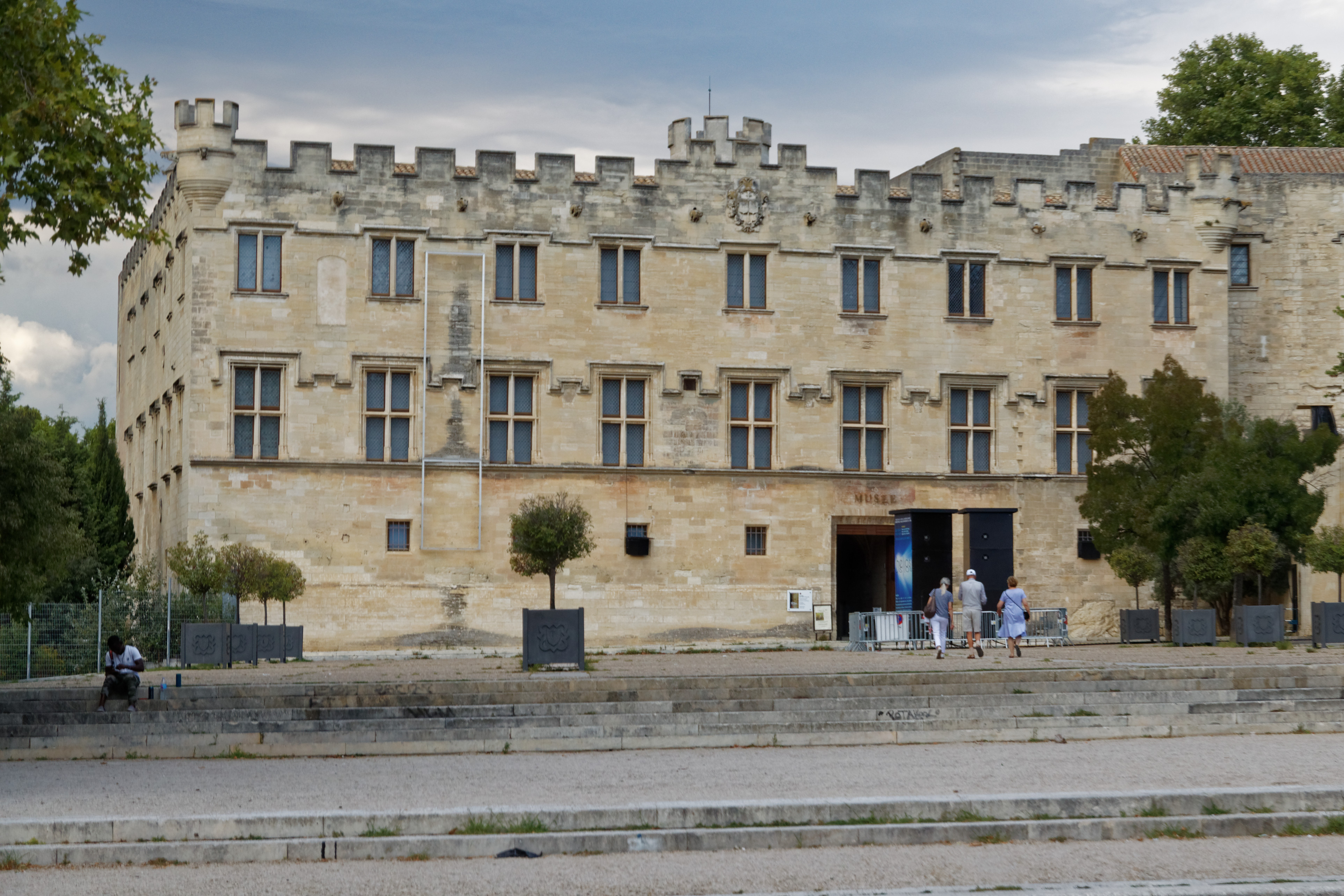
Façade méridionale.
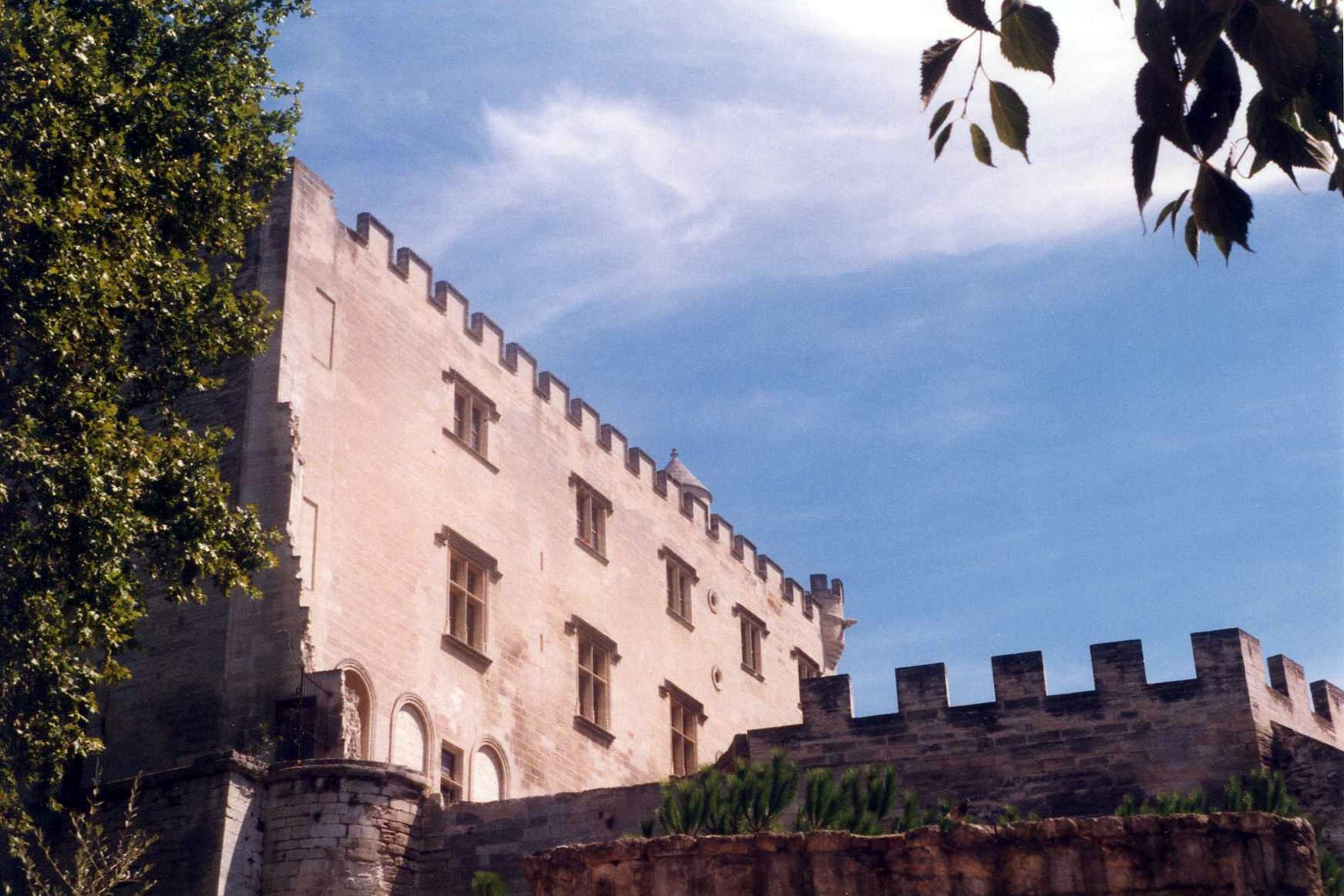
Façade occidentale.

Le Petit Palais fut presque exclusivement la Livrée des cardinaux-évêques d’Avignon bien  que Pierre d’Aigrefeuille l’occupa durant son épiscopat sans avoir été nommé cardinal. 
Le Petit Palais fut le lieu de rencontres importantes : en 1498, ce cardinal y reçut magnifiquement César Borgia, fils du pape Alexandre VI. François Ier, en visite sur le tombeau de Laure, y fut accueilli par le cardinal Hippolyte de Médicis en 1553. Enfin, en 1660, lors du séjour de Louis XIV à Avignon, la reine-mère Anne d’Autriche y a résidé.

#### AuXVIIesiècle
(juillet 2022).
Le Petit Palais n'a pas subi d'autres travaux avant le XVIIIe siècle, en dehors de réparations nécessitées par l'explosion du 20 août 1650 de la poudrière du fort Saint-Martin. D'après un chroniqueur[Qui ?] « toutes les vitres sont rompues, tous les toits découverts et des grandes murailles de maçonnerie presque entièrement abattues ». La restauration du Petit Palais a coûté 10 000 écus. La partie qui a souffert le plus est l'aile orientale. L'archevêque Domenico Marini (1649-1669) fait reconstruire la voûte démolie de la chapelle. Ses armoiries ont été sculptées sur une clé de voûte. L'étage situé au-dessus de la chapelle a été probablement démoli par l'explosion et il n'en reste que l'arase des murs avec ses appuis de fenêtres.

#### AuXVIIIesiècle
(juillet 2022).
Mgr Joseph Guyon de Crochans fait remanier entièrement l'aménagement intérieur de l'aile occidentale. Il fait construire par Jean-Baptiste Franque un nouvel escalier à vis en complément de celui construit par Julien de la Rovère. Les travaux sont commencés le 15 mars 1743 et réceptionnés le 8 août 1744.
L'archevêque François-Marie de Manzi a écrit au pape en 1761 : « La chapelle où l'on avait coutume de faire les ordinations était aussi obscure, si peu ornée, que j'ai dû presque la reconstruire et la décorer à mes frais. »
La façade méridionale est prolongée pour lui donner 9 fenêtres entre 1764 et 1767 après démolition d'une travée de la chapelle. Ce prolongement de la façade a peut-être été réalisé par Jean-Pierre Franque qui aurait succédé à son père comme architecte du Petit Palais.
La grosse tour construite par Julien de la Rovère en 1487 s'effondre le 26 novembre 1767. Le rocher sur lequel s'appuie le bâtiment nord étant de piètre qualité, un mur de en talus long de 36 m et au de 16 m a été construit à la suite du rapport du 9 décembre 1768 d'experts, parmi lesquels un Franque, probablement Jean-Pierre Franque, pour parer au danger d'écroulement du bâtiment nord. Jean-Baptiste Franque avait signalé dans un rapport du 23 août 1742 le mauvais état de la tour. Le rapport de 1768 demande le revoûtement sous le deux-tiers de la salle des docteurs, ce qui est terminé en 1773, en même temps que le renforcement du soubassement du mur nord.

### Après la Révolution
(juillet 2022).
À la Révolution le bâtiment a été déclaré bien national en février 1791. Les armes de Julien de la Rovère sur la façade méridionale sont martelées. Il est alors utilisé comme maison de réclusion, puis en dépôt de livres et d'œuvres d'art. Il est vendu en 1796 à Louis Henry Scipion Grimoard Beauvais Duroure. Il est racheté 30 000 francs le 7 février 1826 par Mgr de Mons, archevêque d'Avignon, pour y installer le petit séminaire. De nombreuses modifications ont dû être faites dans le bâtiment pour l'adapter à cette fonction. Le petit séminaire est ensuite remplacé par une école primaire supérieure de garçons à la suite de la séparation des Églises et de l'État. L'école primaire est transformée en collège moderne. 
Les créneaux de la façade méridionales qui avaient disparu avant 1838 ont été rétablis en 1868 et 1869. Ils ont été interrompus au milieu par les écussons de Julien de la Rovère et Mgr Dubreuil. Les meneaux des baies ont été restitués par le Service des Monuments historiques d'après un rapport de l'architecte en chef Nodet du 8 septembre 1931. Cette restauration a été terminée en 1948.

### Transformation en musée du Petit Palais
Pratiquement abandonné, le Petit Palais est récupéré par l'État et la Ville d'Avignon au début des années 1970. Restauré et restructuré dans le but d'en faire un musée, le musée du Petit Palais ouvre en 1976. 
Des fouilles sont entreprises à partir de 1977 et jusqu'en juillet 1981, dans le jardin occidental avant d'y construire des réserves pour le musée.

## Protection
Les réfectoires, la clôture, la cuisine, le cellier, la chapelle et les constructions du XIVe siècle, les façades sur la place Crillon et en retour à gauche sur la grande cour du XVe siècle ont été classées au titre des monuments historiques le 8 janvier 1910, le jardin ouest avec son sol et les vestiges de l'îlot urbain qu'il s'y trouve ont été classés le 17 décembre 1992.

## Voie aussi